# Симич, Станое
Станое Симич (серб. Станоје Симић; 16 июля 1893, Белград, Королевство Сербия — 1970, Белград, Югославия) — югославский государственный деятель, министр иностранных дел Югославии (1946—1948).

## Биография
В 1919 г. окончил юридический факультет Белградского университета.
Участник освободительной войны в Сербии (1912—1918). С 1920 г. — на дипломатической работе.
- 1923—1927 гг. — вице-консул в Корче (Албания),
- 1927—1932 гг. — вице-консул в Задаре (Хорватия),
- 1932—1934 гг. — секретарь в Министерстве иностранных дел,
- 1935—1938 гг. — советник посольства во Франции,
- 1939—1942 гг. — в МИД Королевства Югославия,
- 1942—1943 гг. — представитель,
- 1943—1945 гг. — посол в СССР,
- 1945—1946 гг. — посол в США. На этом посту подписал от имени Югославии Устав ООН,
- 1946—1948 гг. — министр иностранных дел,
- 1948—1953 гг. — министр ФНРЮ[уточнить].